# Теодулија
Теодулија (грч. теодул - слуга Божији) је теолошко-политички термин којим је Николај Велимировић описао жељени однос Цркве и државе по узору на Византију . Однос Цркве и државе у Византији се традиционално назива симфонија.
Велимировић је учење о теодулији изнео у делу „ Српски народ као теодул “, доказујући да је „српски народ слуга Божији“. Залагао се за успостављање „слагасје Цркве и Државе у служењу Бога“.  Политички систем теодулије карактерише првенствено владарево служење Богу .  Велимировић прави разлику између средњовековне западне теократије и византијске теодулије, коју пореди са разликом „наметнутог господара и вољног слуге“ (Владика Николај, 1996: 35).
Свети Николај Велимировић је сматрао одвајање Цркве од Државе као "болесно стање":
"Где год се Црква оделила од државе ту је болесно стање или Цркве или државе или обоје. Раздељена Црква и држава – то значи служење двама разним господарима. А пошто постоји само један једини прави господар коме се може свесно и поштено служити, тј. Господ Бог, значи да једна од завађених и раздељених установа, било Црква или држава, мора да служи противнику Божјему, ђаволу. Раздор, свађа и рат између Цркве и државе срамоти историју западних крштених народа за последњих хиљаду година. Час је Црква била у служби противника Божјих због своје теократије, час опет држава због своје аутократије, час она прва због клерикализма, тј. погрешног служења Богу, час ова друга, због лаицизма, тј. потпуног одрицања служења Богу. Не по разуму него по злоби завађених страна. А злоба помрачује разум, због чега и стоји у Светом писму опомена: Чувај се да ти злоба не помрачи разум."
Велимировић пише да је смисао српске историје служба Христу:
"Основна и непрекидна линија српске историје за последњих 800 година може се изразити са две речи: СЛУЖБА ХРИСТУ. У овом периоду времена од 8 столећа србски народ је био истински Теодул, тј Божији слуга, или Христодул, тј. Христов слуга, што је једно и исто."
Концепт Теодулије је заснован на средњовековној Србији. Велимировић описује све српске средњовековне владаре као слуге Христа Бога, како их је Свети Сава упутио. Он је сматрао Теодулију као "пут и начин живота србског народа" и као противника теократије, аутократије и западњачке демократије.
Николај Велимировић је сматрао да је српски народ Теодулијом, својим служењем Христу, сазнао о смислу, путу и циљу живота човекова на земљи, и до јасне и посведочене визије царства небеснога.
На међународном пољу Велимировић се залагао за „теодулију једноверних народа“, односно Савез православних народа Балкана са наслоном на православну Русију, чији би циљ био служење Христу . Веровао је да ће „Царство балканских народа са царством Свете Русије“ представљати остварење хиљадугодишњег царства мира на земљи, о чему је говорио Свети Јован Јеванђелист.

## Повезано
- Николај Велимировић
- Светосавски национализам
- Теократија
- Симфонија (теологија)